# Cassiope selaginoides
Cassiope selaginoides là một loài thực vật có hoa trong họ Thạch nam. Loài này được Hook.f. & Thomson mô tả khoa học đầu tiên năm 1855.

## Hình ảnh

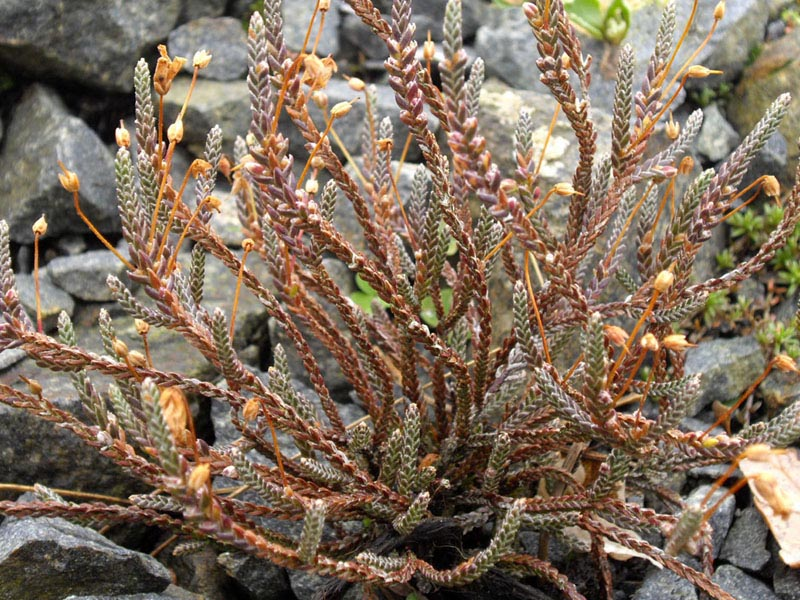
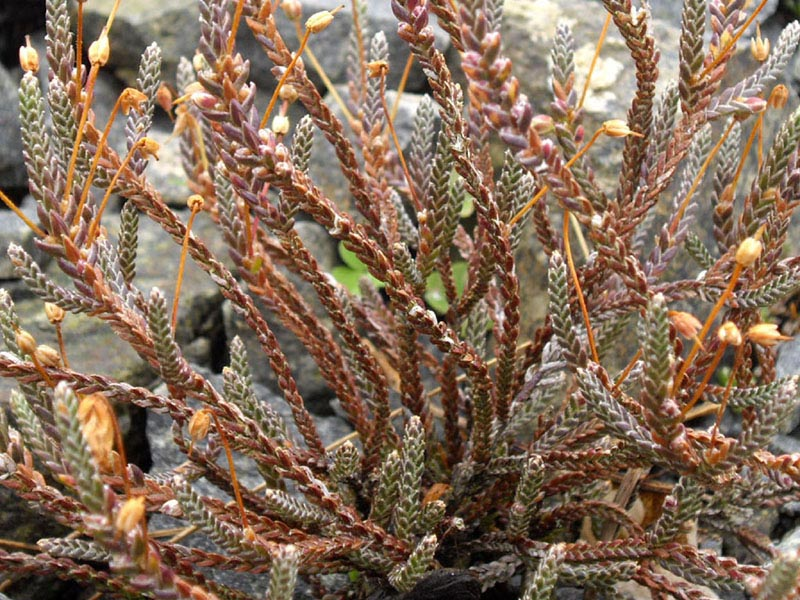
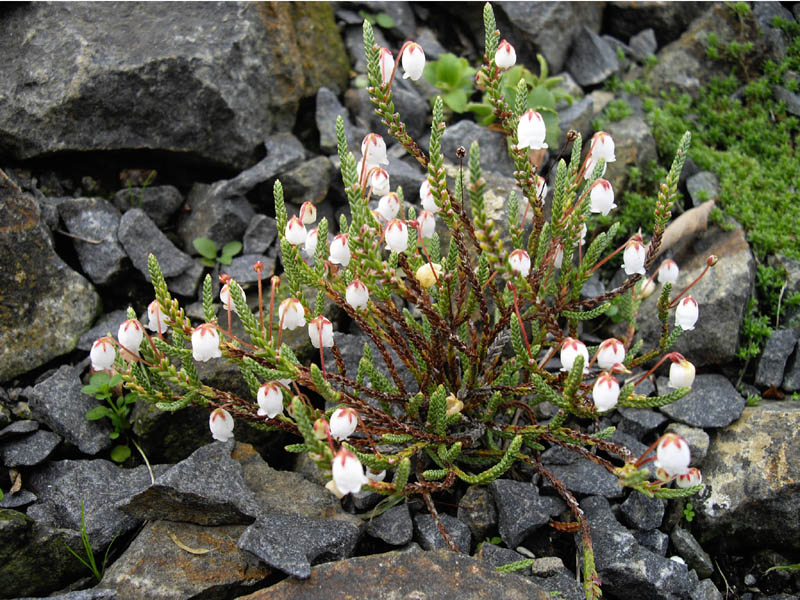
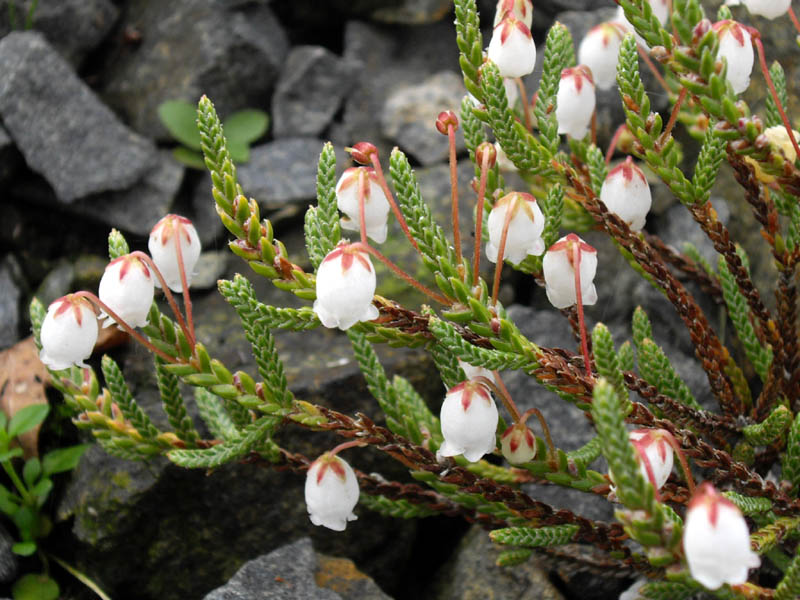